# 盧考特穹
盧考特穹（英語：Lookout Dome）是南極洲的穹丘，位於奧次地，屬於米勒山脈的一部分，海拔高度約2,470米，由新西蘭探險隊命名，現時由南極條約體系管理。